# Karl Olive
Karl Olive (Saint-Germain-en-Laye, 29 de marzo de 1969) es un periodista deportivo, productor de televisión, empresario y político francés. Consejero General y luego departamental de Yvelines desde 2011, alcalde de Poissy desde marzo de 2014 y vicepresidente del consejo departamental de Yvelines desde abril de 2015. Desde julio de 2020, vicepresidente segundo de la comunidad urbana Grand Paris Seine y Oise, delegado de equipamientos y proyectos deportivos y culturales.

## Trayectoria política
Karl Olive fue elegido consejero general de Yvelines por el partido Unión por un Movimiento Popular (UMP), en marzo de 2011. En enero de 2013, anunció su candidatura para las elecciones municipales francesas de 2014 en Poissy. Investido por el UMP, ganó ampliamente en la primera vuelta (62,42 % de los votos contra el 24,84 % de su oponente) contra el candidato socialista saliente y así se convirtió en alcalde de la ciudad el 23 de marzo. En enero de 2016, se convirtió en vicepresidente de la comunidad urbana del Gran París Seine et Oise.
En julio de 2019 firmó el permiso de construcción del Centro de entrenamiento del Paris Saint-Germain en las Terrasses de Poncy en Poissy. En marzo de 2020, Olive ganó las elecciones municipales con el 75,6 % de los votos emitidos (segundo mandato como alcalde de Poissy).